# Casa al carrer de l'Església, 13 (Sant Tomàs)
La Casa al carrer de l'Església, 13 és una obra de Torroella de Fluvià (Alt Empordà) inclosa a l'Inventari del Patrimoni Arquitectònic de Catalunya.

## Descripció
Casa cantonera de planta rectangular, situada a prop de l'església de Sant Tomàs. És una casa de planta baixa i un pis, amb coberta dues vessants amb les façanes arremolinades, però amb les obertures carreuades. Les finestres del primer pis tenen balcons de ferro forjat. La testera de l'edifici és un dels elements més destacats, ja que té merlets esglaonats a la façana principal, mentre que a les façanes laterals, no apareixen els merlets, però la testera en si mateixa, és esglaonada. L'element més destacat de la construcció, és una torre quadrada emmerletada amb una decoració en mosaic de colors blau i blanc.